# Andreas Hyperius
Andreas Gerhard Hyperius (Ieper, 10 mei 1511 - Marburg, 1554) was een protestantse theoloog en hervormer en een Latijns schrijver.

## Levensloop
De echte naam van Hyperius was Andreas Gheeraerdts. Hij noemde zichzelf later Hyperius, naar zijn geboorteplaats Ieper.
Hij was een zoon van advocaat Gerard Gheeraerdts en Catharina Cools. Na middelbare studies in Waasten, waar hij een humanistische opleiding kreeg van Papius en Zaparus,  vervolgde hij met universitaire studies (theologie, Latijn, Grieks) in Rijsel, Doornik en 's-Hertogenbosch. Vanaf 1528 bezocht hij de universiteit in Parijs en verschillende Italiaanse universiteiten, in 1537 bezocht hij Duitse universiteiten en in 1540-1541 verbleef hij in Cambridge en Oxford. Vanaf 1542 werd hij benoemd tot professor in[Marburg. Daar doceerde hij dogmatische, exegetische en ambtelijke theologie. In 1544 trouwde hij er met Catharina Orthia en ze kregen zes zonen en vier dochters, onder wie Laurens, die later werken van zijn vader opnieuw uitgaf.
Hyperius' theologie ligt tussen lutheranisme en gereformeerde religie in. Door de invloed van Martin Bucer was hij geen strakke lutheraan. Johannes Calvijn onderschreef zijn eruditie.

## Publicaties
Noël Paquot (1722-1803), Waals bibliograaf, hebraïst, theoloog en historicus, wijdde een gedetailleerde bibliografie aan de talrijke geschriften van Hyperius.
- De formandis concionibus sacris (over het maken van heilige verhandelingen) was de eerste protestantse tekst die uitsluitend gewijd was aan systematische homiletiek. In dit werk brengt hij de homiletiek niet onder bij de retorica, maar erkent hij de retorica als een hulpwetenschap voor de homiletiek.
- Varia opuscula theologica in totius christianae reipublicaeutilitatem conscripta nuncque primum in lucem edita, Bazel, 1570, deel 2, Bazel, 1571.
- De Cosmographia, 1532.
- Arithmetica quaedam.
- Geometrica.
- Optica.
- Astronomica.
- Rhetorica, 1566.
- Dialectica, 1566.
- Physica.
- Compendium Physices Aristotelicae, Bazel, 1574.
- Ad decem libros Ethicorum Aristotelis Scholia, Bazel 1586.
- De honorandis Magistratibus commentarius, in quo Psalmus XX (Exaudiat) enarratur. Ejusdem in Psalmum XII (Salvum me fac) in quo oratur ut Dominus, extirpatis omnibus erroribus, synceram doctrinam ubique promoveat, Marburgi 1541.
- Paraphrasis in Psalmum XXII.
- Catechesis, Marburg.
- De formandis concinionibus sacris, seu de interpretatione scripturae populari 2 vol., Marburg, 1553.
- Observationes locorum in eas Evangeliorum particulas, quae singulis Dominicis recitari in Ecclesiis consueverunt. Methodi Theologiae, sive praecipuorum Christianae Religionis Locorum communium, 3 vol., Marburg.
- De Theologo, seu de ratione studii Theologici, 4 vol., Bazel 1556.
- De studiosorum vitâ et moribus.
- De S. Scriptura electione ac meditatione quotidianâ, Christianis omnibus necessaria, 2 vol., Marburg 1564, 3e vol. Bazel 1569, 4e vol. Bazel 1581.